# دریا پائولا
دِریا پائولا (ایتالیایی: Dria Paola؛ ‏ ۲۱ نوامبر ۱۹۰۹ – ۱۲ نوامبر ۱۹۹۳) بازیگر اهل ایتالیا بود.
از فیلم‌هایی که وی در آن‌ها نقش داشته است، می‌توان به خورشید، ترانه عشق، فانی و زن نابینای سورنتو اشاره نمود.